# Falsidade ideológica
Falsidade ideológica é um tipo de fraude criminosa que consiste na criação ou adulteração de documento, público ou particular, com o fito de obter vantagem - para si ou para outrem - ou mesmo para prejudicar terceiro.

## No direito brasileiro
O crime de falsidade ideológica é figura tipificada no artigo 299 do Código Penal Brasileiro, que tem a seguinte redação:
Omitir, em documento público ou particular, declaração que dele devia constar, ou nele inserir ou fazer inserir declaração falsa ou diversa da que devia ser escrita, com o fim de prejudicar direito, criar obrigação ou alterar a verdade sobre fato juridicamente relevante.
Para que o delito se configure é necessário que a forma do documento seja verdadeira, ao passo que a fraude esteja inserida no seu conteúdo, também é imprescindível que a finalidade da declaração seja prejudicar direito, criar obrigação ou alterar a verdade sobre fato juridicamente relevante, caso contrário não há crime. Para este tipo de crime a lei prevê duas penas distintas:
1. Reclusão de um a cinco anos, e multa - quando o documento objeto da fraude é público;
2. Reclusão de um a três anos, e multa - se o documento for particular.